# Pyrgomorphella sphenarioides
Pyrgomorphella sphenarioides är en insektsart som beskrevs av Bolívar, I. 1904. Pyrgomorphella sphenarioides ingår i släktet Pyrgomorphella och familjen Pyrgomorphidae. Inga underarter finns listade i Catalogue of Life.